# Reszli Gábor
Reszli Gábor (Kaposvár, 1988. január 20. –) magyar labdarúgó, jelenleg a Nagyatádi FC csatára. A Kaposvári Rákóczi saját nevelésű játékosa, 2007-ben került fel az első osztályban szereplő csapathoz.

## Pályafutása

### Kaposvár
Reszli, 2002-től végigjárta az utánpótláscsapatokat, míg 2007-ben felkerült a felnőtt keretbe. 2007. május 26-án mutatkozott be a magyar élvonalban, és egyben a Kaposvár csapatában. A Paks elleni hazai mérkőzésen, Oláh Lóránt cseréjeként lépett pályára, a nyolcvankettedik percben. Ez volt a 2006/07-es bajnokság utolsó fordulója, így értelemszerűen, egy meccset játszott a szezonban. A Kaposvár a hetedik helyen végzett.
A 2007/08-as bajnokságban nem kapott szerepet az első osztályú csapatban. Ellenben a Ligakupa küzdelmeiben, ősszel kétszer volt eredményes. A Siófok és a REAC ellen. Tavasszal viszont nem talált be.
Következett a 2008/09-es szezon. Első bajnokiját, a hetedik fordulóban játszotta a Nyíregyháza ellen, kezdőként. 2008. november 8-án, a tizennegyedik fordulóban, meglőtte első NB I-es gólját, a Vasas ellen. A találkozón a nyolcvanhetedik percben állt be, és a kilencvenedikben volt eredményes. Az őszi szezonban ötször játszott összesen. A tavaszi szezonban mindössze két meccs jutott számára. A Kaposvár a kilencedik helyen zárta az évadot. A Ligakupában, háromszor volt eredményes, egyszer az Újpest, és kétszer a Pécs ellen.
A 2009/10-es bajnokságot is már az első csapatnál kezdte. A második fordulóban rögtön eredményes volt a Haladás ellen. A kilencedik fordulóban talált be újra, a bajnoki címvédő Debrecen ellen. Az ősszel hét meccs jutott számára. A Ligakupa csoportkörében, háromszor is eredményes volt, ugyanúgy mint az azt megelőző évben, ezúttal betalált a Győr, a Pápa, és a Zalaegerszeg ellen is. A középdöntőbe jutás nem sikerült a kaposvári gárdának.